# Tim Merlier
Tim Merlier (* 30. Oktober 1992 in Wortegem-Petegem) ist ein belgischer Radrennfahrer. Im Jahr 2024 wurde er Europameister im Straßenrennen.

## Karriere
Im Jahr 2010 wurde Tim Merlier belgischer Cyclocross-Meister der Junioren und war wenig später auch bei einem Bewerb der Superprestige-Serie erfolgreich. Daraufhin erhielt er im Jahr 2011 als U23-Fahrer einen Vertrag bei der Mannschaft Sunweb-Revor, für die er vorrangig Cyclocross-Rennen bestritt. In seinen fünf Saisons für die belgische Mannschaft konnte Merlier jedoch nur drei kleinere Rennen gewinnen und wechselte im Juni des Jahres 2015 zum Pauwels-Vastgoedservice Team. Dort war er ein Teamkollege von Wout van Aert, der im Jahr 2016 erstmals Cyclocross-Weltmeister wurde. Tim Merlier hingegen fuhr seinen ersten Erfolg im Straßenradsport ein, als er den GP Stad Zottegem 2016 im Massensprint gewann. Im Jahr 2017 folgte Merlier seinem Landsmann Wout van Aert zur Mannschaft Vérandas Willems-Crelan und gewann im Jahr darauf zwei Etappen und die Punktewertung der Dänemark-Rundfahrt. Weiters fuhr er im Cyclocross-Weltcup in den Saisons 2016/2017 und 2017/2018 zahlreiche Top-10-Ergebnisse ein.
Nach der Auflösung der Mannschaft Vérandas Willems-Cerlan kehrte er für die Cross-Rennen des Jahres 2019 zum Pauwels-Vastgoedservice-Team zurück, das zwischenzeitlich als Pauwels Sauzen-Vastgoedservice Continental Team an den Start ging. Für die Straßensaison wechselte er jedoch zur Mannschaft Corendon-Circus, die um den Cyclocross-Star Mathieu van der Poel aufgebaut worden war. Nachdem er sich bei der Elfstedenronde vor Fabio Jakobsen und Jasper Philipsen durchgesetzt hatte, wurde er kurze Zeit später im Alter von 26 Jahren belgischer Meister im Straßenrennen. Im Anschluss gewann er drei Etappen und die Punktewertung der Tour Alsace und eine weitere Etappe der Dänemark-Rundfahrt.
Nachdem seine Mannschaft im Jahr 2020 den Namen Alpecin-Fenix angenommen hatte, fokussierte sich Tim Merlier fast ausschließlich auf den Straßenradsport. Nach einem Etappensieg bei der Tour of Antalya und dem Triumph beim Eintagesrennen der Brussels Cycling Classic, war er bei Tirreno–Adriatico 2020 erstmals auf einer Etappe einer Rundfahrt der UCI WorldTour erfolgreich. In den Jahren 2021 und 2022 war Merlier in erster Linie in seiner Heimat erfolgreich und gewann neben zwei Etappen der Belgien-Rundfahrt die Eintagesrennen Le Samyn, Grote Prijs Jean-Pierre Monsére, Nokere Koerse, Bredene Koksijde Classic, Ronde van Limburg, Elfstedenronde, Kampen Classic und das UCI WorldTour-Rennen Brugge-De Panne. Seinen bis dato größten Triumph erzielte er jedoch bei den Grand Tours der Jahre 2021, als er sowohl eine Etappe des Giro d’Italia als auch der Tour de France im Massensprint für sich entschied. Weiters setzte er sich bei einer Etappe von Tirreno–Adriatico 2022 durch und wurde im selben Jahr zum zweiten Mal belgischer Meister im Straßenrennen.
Im Jahr 2023 wechselte Merlier zum belgischen UCI WorldTeam Soudal Quick-Step und gewann zum Saisonstart eine Etappe der Oman-Rundfahrt und zwei Etappen der UAE Tour, bei der er auch die Punktewertung für sich entschied. Nachdem er die Auftaktetappe von Paris–Nizza gewonnen hatte, siegte er auch auf Abschnitten der Vier Tage von Dünkirchen, Slowakei-Rundfahrt und Polen-Rundfahrt. Mit dem Nokere Korse und dem Grand Prix Fourmies siegte er bei zwei weiteren Eintagesrennen, ehe er Zweiter der Gravel-Europameisterschaften wurde. Im Jahr 2024 startete Tim Merlier mit zwei Etappensiegen und dem Gewinn der Punktewertung bei der Alula Tour in die Saison, ehe er drei Etappen und die Punktewertung der UAE Tour gewann. Im März setzte er sich zum dritten Mal in Folge beim Nokere Koerse durch. Nachdem er die Classic Brugge-De Panne hinter Jasper Philipsen als Zweiter beendet hatte, setzte er sich vor dem Belgier beim Scheldeprijs durch, ehe er die 3. Etappe des Giro d’Italia 2024 im Sprint vor Jonathan Milan und Biniam Girmay gewann. Im Anschluss gewann er auch die 18. Etappe und den abschließenden Sprint in Rom. Nach der Italien-Rundfahrt setzte sich Tim Merlier beim Blaavands Huk, einem Rennen der UCI Gravel World Series, durch, ehe er zwei Etappen der Belgien-Rundfahrt und eine Etappe der Polen-Rundfahrt gewann.
Bei den Straßenradsport-Europameisterschaften in der belgischen Provinz Limburg, ging er gemeinsam mit Jasper Philipsen als Co-Leader an den Start, wobei die belgische Nationalmannschaft beiden Sprintern einen Anfahrer zur Verfügung stellte. Tim Merlier gewann den Massensprint in Hasselt vor Olav Kooij und Madis Mihkels, während Jasper Philipsen als Vierter eine Medaille verpasste. Im Trikot des Europameisters konnte Merlier am Ende der Saison mit dem Kampioenschap van Vlaanderen und Alfasun Gooikse Pijl zwei weitere belgische Eintagesrennen gewinnen.

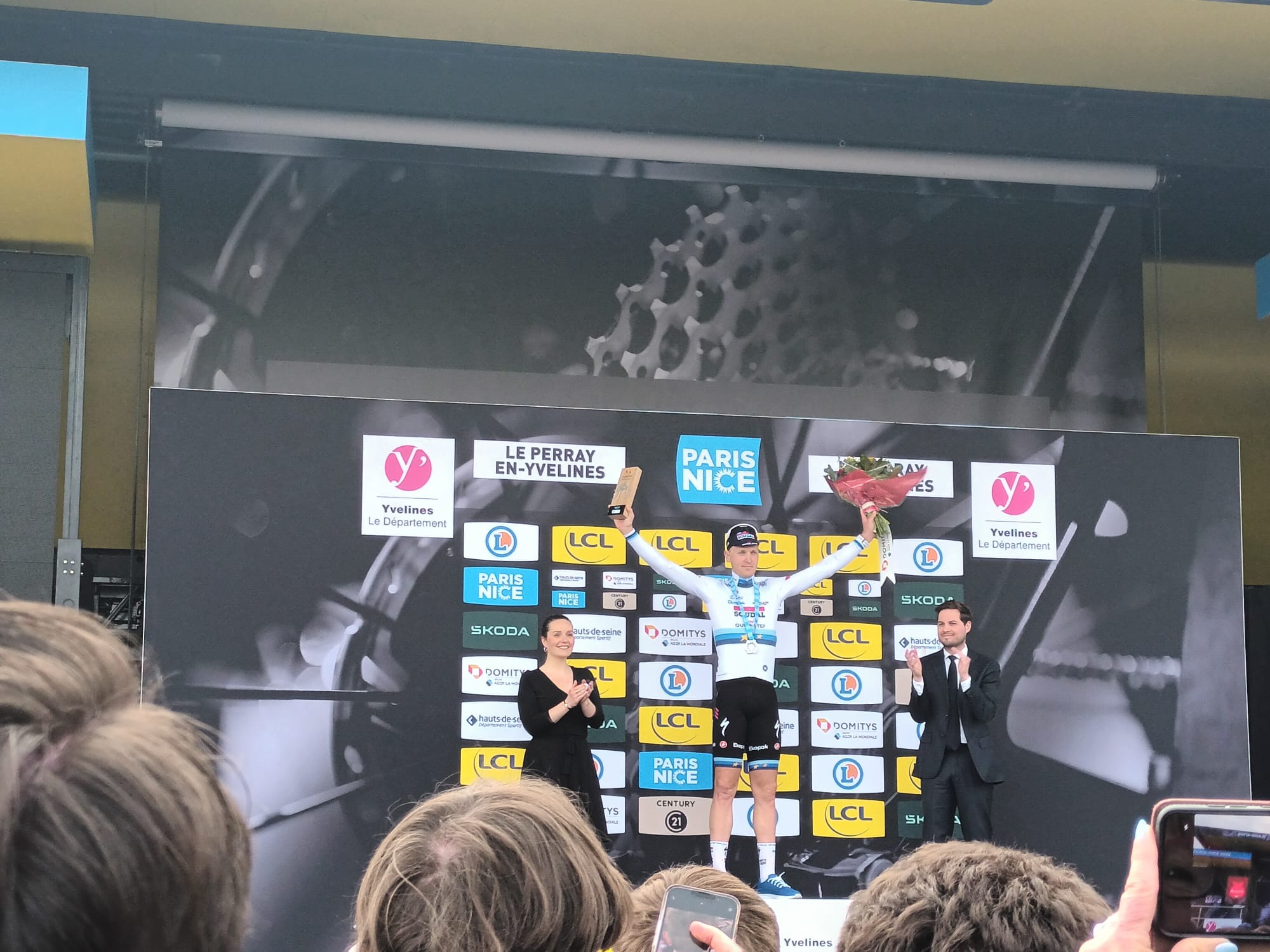
Tim Merlier gewinnt im Trikot des Europameisters die 1. Etappe von Paris–Nizza 2025

In der Saison 2025 gab er erneut sein Debüt bei der AlUla Tour, wo er zwei Etappen im Massensprint gewann. Auch bei der UAE Tour und bei Paris–Nizza sicherte er sich zwei Etappensiege. Nachdem er sich bei Gent–Wevelgem nur dem Ausreißer Mads Pedersen hatte geschlagen geben müssen, siegte er beim Scheldeprijs, wobei er sich souverän vor Jasper Philipsen durchsetzte.

## Erfolge

### Cross
2009/2010
- Belgischer Meister (Junioren)
- Superprestige Vorselaar, Vorselaar (Junioren)

2012/2013
- bpost bank Trofee – Krawatencross, Lille (U23)

2014/2015
- Radcross Illnau, Illnau
- Cyclocross Cup der Sportregion Rhein-Neckar, Mannheim

2022/2023
- Kasteelcross Zonnebeke

### Straße
2016
- GP Stad Zottegem

2018
- zwei Etappen und Punktewertung Dänemark-Rundfahrt

2019
- Elfstedenronde
- Belgischer Meister – Straßenrennen
- zwei Etappen, Punktewertung und Mannschaftszeitfahren Tour Alsace
- eine Etappe Dänemark-Rundfahrt

2020
- eine Etappe Tour of Antalya
- Brussels Cycling Classic
- eine Etappe Tirreno–Adriatico

2021
- Le Samyn
- Grote Prijs Jean-Pierre Monsére
- Bredene Koksijde Classic
- eine Etappe Giro d’Italia
- Ronde van Limburg
- Elfstedenronde
- eine Etappe Tour de France

2022
- eine Etappe Tirreno–Adriatico
- Nokere Koerse
- Classic Brugge-De Panne
- Belgischer Meister – Straßenrennen
- Memorial Rik Van Steenbergen

2023
- eine Etappe Oman-Rundfahrt
- zwei Etappen und Punktewertung UAE Tour
- eine Etappe Paris-Nizza
- Nokere Koerse
- eine Etappe Vier Tage von Dünkirchen
- zwei Etappen Polen-Rundfahrt
- Grand Prix de Fourmies
- zwei Etappen Slowakei-Rundfahrt

2024
- zwei Etappen und Punktewertung Alula Tour
- drei Etappen und Punktewertung UAE Tour
- Nokere Koerse
- Scheldeprijs
- drei Etappen Giro d’Italia
- zwei Etappen Belgien-Rundfahrt
- eine Etappe Polen-Rundfahrt
- Straßenradsport-Europameisterschaften
- Kampioenschap van Vlaanderen
- Alfasun Gooikse Pijl

2025
- zwei Etappen Alula Tour
- zwei Etappen UAE Tour
- zwei Etappen Paris–Nizza
- Scheldeprijs
- Brussels Cycling Classic
- zwei Etappen Belgien-Rundfahrt
- zwei Etappen Tour de France

## Grand Tour-Platzierungen
| Grand Tour            | 2021 | 2022 | 2023 | 2024 | 2025 |
| --------------------- | ---- | ---- | ---- | ---- | ---- |
| Giro d’ItaliaGiro     | DNF  | –    | –    | 138  | –    |
| Tour de FranceTour    | DNF  | –    | –    | –    | 148  |
| Vuelta a EspañaVuelta | –    | 132  | –    | –    |      |